# Jin Jingzhu
Jin Jingzhu (金 京珠) (Jilan, 5 januari 1992) is een Chinees langebaanschaatsster. 
In 2019 neemt Jingzhu deel aan de WK Afstanden op de 1000 meter.

## Records

### Persoonlijke records[1]
| Afstand    | Tijd    | Datum           | Baan           |
| ---------- | ------- | --------------- | -------------- |
| 500 meter  | 37,29   | 4 december 2021 | Salt Lake City |
| 1000 meter | 1.14,11 | 4 december 2021 | Salt Lake City |
| 1500 meter | 2.03,91 | 21 oktober 2018 | Changchun      |
| 3000 meter | 4.34,04 | 21 oktober 2017 | Changchun      |

## Resultaten
| Jaar | WK Sprint                | WK Afstanden                     | Olympische Spelen  |
| ---- | ------------------------ | -------------------------------- | ------------------ |
| 2019 | 15e (12e, 18e, 14e, 20e) | 22e 500m 22e 1000m 5e teamsprint |                    |
| 2020 |                          | 19e 500m 4e teamsprint           |                    |
|      |                          |                                  |                    |
| 2022 |                          |                                  | 12e 500m 22e 1000m |
| 2023 |                          | 11e 500m · teamsprint            |                    |

(#, #, #, #) = afstandspositie op sprinttoernooi (500m, 1000m, 500m, 1000m).